# 클로버 스튜디오
클로버 스튜디오(일본어: クローバースタジオ株式会社, 영어: Clover Studio)는 캡콤의 자금으로 운영된 일본의 비디오 게임 개발 회사이다.

## 개발한 게임
- 뷰티풀 조: '팀 뷰티풀'이라는 이름으로 2003년 출시, 게임큐브와 플레이스테이션 2
- 뷰티풀 조 2: 2004년 출시, 게임큐브와 플레이스테이션 2
- 뷰티풀 조: 레드 핫 럼블: 2005년 출시, 게임큐브와 플레이스테이션 포터블
- 뷰티풀 조: 더블 트러블!: 2005년 출시, 닌텐도 DS
- 오오카미: 2006년 출시, 플레이스테이션 2
- 갓 핸드: 2006년 출시, 플레이스테이션 2